# Франк Велс
Франк Велс (нід. Frank Wels, 21 лютого 1909, Еде — 16 лютого 1982, там само) — нідерландський футболіст, що грав на позиції нападника за клуб «Унітас» (Горінхем), а також національну збірну Нідерландів.

## Клубна кар'єра
У футболі дебютував 1926 року виступами за команду «Унітас» (Горінхем), кольори якої і захищав протягом усієї своєї кар'єри гравця, що тривала цілих п'ятнадцять років. 

## Виступи за збірну
1931 року дебютував в офіційних матчах у складі національної збірної Нідерландів. Протягом кар'єри у національній команді, яка тривала 8 років, провів у її формі 36 матчів, забивши 5 голів.
У складі збірної був учасником двох чемпіонатів світу. У 1934 році в Італії Нідерланди з Велсом в складі програли в стартовому матчі швейцарцям (2-3), а в 1938 році у Франції програли Чехословаччині (0-3).
Помер 16 лютого 1982 року на 73-му році життя.